# David Njoku
Pour les articles homonymes, voir Njoku.
(en) Statistiques sur pro-football-reference
David Njoku, né le 10 juillet 1996 à Cedar Grove dans l'État du New Jersey, est un joueur professionnel américain d'origine nigériane de football américain évoluant au poste de tight end.
Il joue pour la franchise des Browns de Cleveland en National Football League (NFL).

## Biographie

### Carrière universitaire
Étudiant à l'université de Miami, il joue pour les Hurricanes de Miami en NCAA Division I FCS en 2015 et 2016. Sous statut redshirt, il ne joue pas en 2014 et en décembre 2016, il déclare avoir décidé de faire l'impasse sur ses deux dernières années d'éligibilité afin de se présenter à la draft de la NFL,.

### Carrière professionnelle
Il est sélectionné par les Browns en tant que 29e choix global lors du premier tour de la draft 2017 de la NFL. Il est le troisième tight end sélectionné lors de cette draft et le troisième joueur sélectionné lors du premier tour par les Browns après Myles Garrett et Jabrill Peppers.
Le 15 juin 2017, il signe un contrat de quatre ans avec les Browns pour un montant de 9,52 millions de dollars incluant une prime à la signature de 5,06 millions.
Le 10 septembre 2017, Njoku fait ses débuts dans la NFL (défaite 18 à 21 contre les Steelers ) et y enregistre deux réceptions pour un gain total de vingt yards. Lors de la défaite 10 à 24 en 2e semaine contre les Ravens, il réussit trois réceptions pour un gain cumulé de 27 yards et inscrit son premier touchdown à la suite d'une réception. Il termine sa saison rookie avec 32 réceptions pour 386 yards et quatre touchdowns.
En 2018, Njoku commence la saison en tant que titulaire au poste de tight end. Il dispute les 16 matchs de la saison dont 14 en tant que titulaire et totalise 56 réceptions pour 639 yards et quatre touchdowns.
Lors d'une action de jeu lors du match en 2e semainecontre les Jets, il subit une commotion cérébrale. Après de plus amples examens, on lui décèle également une fracture du poignet et est placé sur la liste des blessés le 20 septembre 2019 mais reprend les entraînements dès le 20 novembre avant d'être réactivé le 7 décembre.
Le 27 avril 2020, les Browns activent l'option de cinquième année du contrat de Njoku. Le 14 septembre, au lendemain du match joué contre les Ravens où il totalise trois réceptions pour 50 yards, il se blesse au genou et est placé sur la liste des réservistes. Il est réactivé le 10 octobre. Il joue un rôle prépondérant lors du match de phase finale (tour de division) joué contre les Chiefs, y réussissant deux réceptions pour un gain de 59 yards.
En 5e semaine de la saison 2021 lors de la défaite 42 à 47 contre les Chargers, Njoku réussit sept réceptions pour un gain cumulé de 149 yards avec un touchdown de 71 yards.
Les Browns placent le franchise tag (protection contre un éventuel transfert) sur Njoku le 7 mars 2022. Il signe le 27 mai 2022 une extension de contrat de quatre ans pour un montant de 56,75 millions de dollars. En 7e semaine contre les Ravens, Njoku se fait une entorse haute de la cheville et doit subir une intervention chirurgicale qui l'éloigne des terrains pendant trois semaines. Il totalise en fin de saison, 58 réceptions pour un gain cumulé de 628 yards et quatre touchdowns en 14 matchs joués tous comme titulaire.
Le 30 septembre 2023, avant le match de la 4e semaine, les Browns annoncent que Njoku est incertain à la suit de brûlures au visage et aux bras causées par un « accident étrange » survenu à son domicile. Contre les Jaguars en 14e semaine lors de la victoire 31 à 27, il inscrit pour la première fois de sa carrière professionnelle deux touchdowns en réception. Il est sélectionné en fin de saison pour son premier Pro Bowl.

## Statistiques
| Année       | Équipe              | Statut      | MJ |     | Passes réceptionnées | Passes réceptionnées | Passes réceptionnées | Passes réceptionnées |       | Courses | Courses | Courses | Courses |
| Année       | Équipe              | Statut      | MJ | Nb. | Yards                | Moy.                 | TD                   | Nb.                  | Yards | Moy.    | TD      |         |         |
| 2015        | Hurricanes de Miami | Fr. (WR)    | 10 | 21  | 362                  | 17,2                 | 1                    | 0                    | 0     | 0       | 0       |         |         |
| 2016        | Hurricanes de Miami | Jr. (TE)    | 12 | 43  | 698                  | 16,2                 | 8                    | 0                    | 0     | 0       | 0       |         |         |
| Totaux NCAA | Totaux NCAA         | Totaux NCAA | 22 | 64  | 1 060                | 16,6                 | 9                    | 0                    | 0     | 0       | 0       |         |         |

| Taille             | Poids           | Bras            | Main          | Sprint   | Sprint   | Sprint   | Shuttle 20 yards | 3 cones drill | Détente         | Détente             | Développé couché | Test Wonderlic |
| Taille             | Poids           | Bras            | Main          | 40 yards | 10 yards | 20 yards | Shuttle 20 yards | 3 cones drill | verticale       | horizontale         | Développé couché | Test Wonderlic |
| 1,93 m (6 ft 4 in) | 112 kg (246 lb) | 90 cm (35 ¼ in) | 25 cm (10 in) | 4,64 s   | 1,61 s   | 2,70 s   | 4,34 s           | 6,97 s        | 1,02 cm (40 in) | 3,38 m (11 ft 1 in) | 21 reps          | 34             |

| Année              | Équipe              | MJ |                 | Passes réceptionnées | Passes réceptionnées | Passes réceptionnées | Passes réceptionnées |                 | Courses         | Courses         | Courses | Courses |
| Année              | Équipe              | MJ | Nb.             | Yards                | Moy.                 | TD                   | Nb.                  | Yards           | Moy.            | TD              |         |         |
| 2017               | Browns de Cleveland | 16 | 32              | 386                  | 12,1                 | 4                    | 1                    | 1               | 1               | 0               |         |         |
| 2018               | Browns de Cleveland | 16 | 56              | 639                  | 11,4                 | 4                    | -                    | -               | -               | -               |         |         |
| 2019               | Browns de Cleveland | 04 | 05              | 041                  | 08,2                 | 1                    | -                    | -               | -               | -               |         |         |
| 2020               | Browns de Cleveland | 13 | 19              | 213                  | 11,2                 | 2                    | -                    | -               | -               | -               |         |         |
| 2021               | Browns de Cleveland | 16 | 36              | 475                  | 13,2                 | 4                    | 1                    | 1               | 1               | 0               |         |         |
| 2022               | Browns de Cleveland | 14 | 58              | 628                  | 10,8                 | 4                    | 2                    | -8              | 0               | 0               |         |         |
| 2022               | Browns de Cleveland | 16 | 81              | 882                  | 10,9                 | 6                    | -                    | -               | -               | -               |         |         |
| 2024               | Browns de Cleveland | ?  | Saison en cours | Saison en cours      | Saison en cours      | Saison en cours      | Saison en cours      | Saison en cours | Saison en cours | Saison en cours |         |         |
| Totaux en carrière | Totaux en carrière  | 95 | 287             | 3 264                | 11,4                 | 25                   | 4                    | -6              | 1               | 0               |         |         |

| Année              | Équipe              | MJ |     | Passes réceptionnées | Passes réceptionnées | Passes réceptionnées | Passes réceptionnées |       | Courses | Courses | Courses | Courses |
| Année              | Équipe              | MJ | Nb. | Yards                | Moy.                 | TD                   | Nb.                  | Yards | Moy.    | TD      |         |         |
| 2020               | Browns de Cleveland | 2  | 5   | 66                   | 13,2                 | 0                    | -                    | -     | -       | -       |         |         |
| 2022               | Browns de Cleveland | 1  | 7   | 93                   | 13,3                 | 0                    | -                    | -     | -       | -       |         |         |
| Totaux en carrière | Totaux en carrière  | 3  | 12  | 159                  | 13,3                 | 0                    | -                    | -     | -       | -       |         |         |